# Бернард Вобартон-Лі
Бернард Вобартон-Лі (англ. Bernard Warburton-Lee; 13 вересня 1895, Рексем — 10 квітня 1940, Уфут-фіорд) — британський офіцер, кептен Королівського військово-морського флоту Великої Британії. Учасник Першої та Другої світових воєн.

## Біографія
Бернард Вобартон-Лі здобув військову освіту у Штабному коледжі британської армії в Камберлі з 1931 по 1932 рік, навчаючись разом з Браяном Хорроксом, пізніше лейтенант-генералом і командиром корпусу.
У 1936 році через початок громадянської війни в Іспанії та через побоювання соціальних заворушень на військово-морській базі Міністерство закордонних справ у Лондоні організувало корабель для репатріації решти британських громадян, і 22 липня 1936 року «Вітч» капітана Вобартон-Лі, вирушив із Ферроля на північному заході Іспанії до Британії.

### Битва за Нарвік
9 квітня 1940 року капітан Бернард Вобартон-Лі, який командував 2-ю флотилією есмінців на лідері «Гарді», отримав наказ від вищого командування атакувати німецькі кораблі та судна, що перебували у Нарвіку. Британські есмінці в умовах снігового шторму раптово напали з напрямку Уфут-фіорду на ворожі судна, що перебували в бухті норвезького міста. Торпедною атакою британський лідер завдав невиправних пошкоджень німецькому есмінцеві «Вільгельм Гайдкамп», від яких тої затонув наступного дня. Другою торпедою було пошкоджене вантажне судно. Наступний залп з чотирьох торпед призначався для ураження двох німецьких есмінців, проте усі вони промайнули мимо цілі й влучили у доки, де зосереджувалася залізна руда для перевезень. Перегрупувавшись, Вобартон-Лі здійснив чергову спробу атакувати супротивника в бухті, однак результат був незначний через погані умови видимості.
Після другої атаки британців, німці отямилися та влаштували відсіч усіма силами. Британські кораблі спробували відступити на захід до Уфут-фіорду, проте німці переслідували їх есмінцями. П'ять есмінців Крігсмаріне протистояли флотилії, два з них перекривали їй вихід у відкрите море. Незабаром флотилія потрапила під вогонь корабельної артилерії німців.
Один з перших же снарядів влучив у носову частину «Гарді», знищив його носову артилерійську установку і зруйнував надбудову. Місток і рульова рубка були зруйновані. Командир корабля Вобартон-Лі отримав смертельне поранення, усі, що знаходилися на містку, були вбиті або важко поранені, за винятком помічника командира пей-майстра Стеннінга. Попри смертельній рані, командир продовжував керувати есмінцем. Через деякий час 127-мм снаряд пробив обшивку і вибухнув у машинному відділенні. Паропровід лопнув, і «Гарді» став втрачати хід, його турбіни зупинилися. Корабель був приречений. Пей-майстер Стеннінг від імені командира наказав рухатися таким курсом, що б викинутися на берег поблизу Відреку. Екіпаж, під сильним і влучним вогнем противника примусово посадив ескадрений міноносець на мілину на незначній відстані від берега. Увесь цей час артилерія вела вогонь по німцях, а гармата № 4 до закінчення боєприпасів. З усього екіпажу «Гарді» залишилися в живих 170 осіб. Сімнадцять членів екіпажу були вбиті, а двоє зникли безвісти.
Командира корабля капітана Вобартон-Лі матроси винесли на берег, де він помер через годину від поранення голови. За свій вчинок він був посмертно удостоєний найвищої військової нагороди Великої Британії — хреста Вікторії.